# Museo de Arte Moderno Chiloé

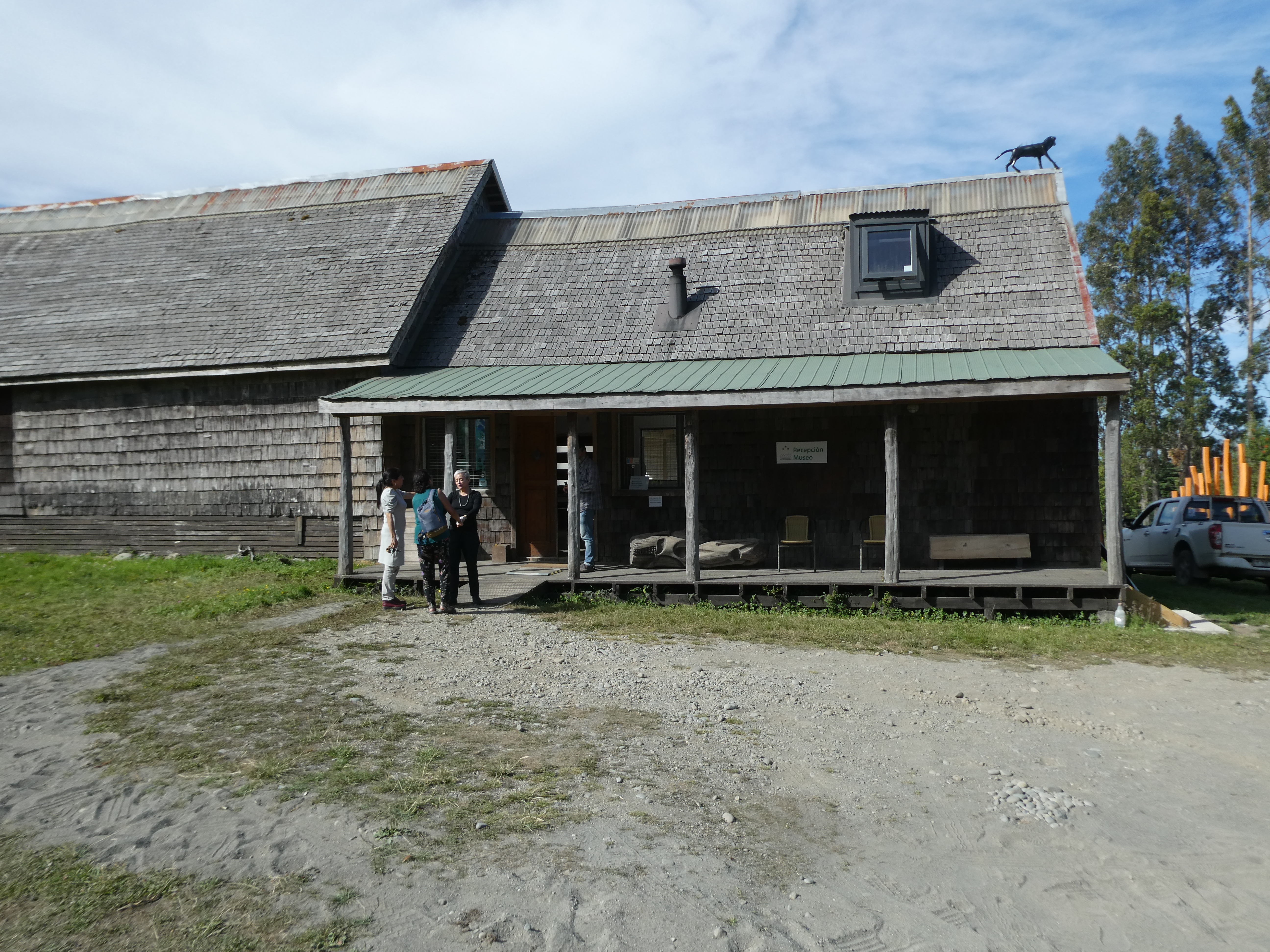
Entrada del museo.

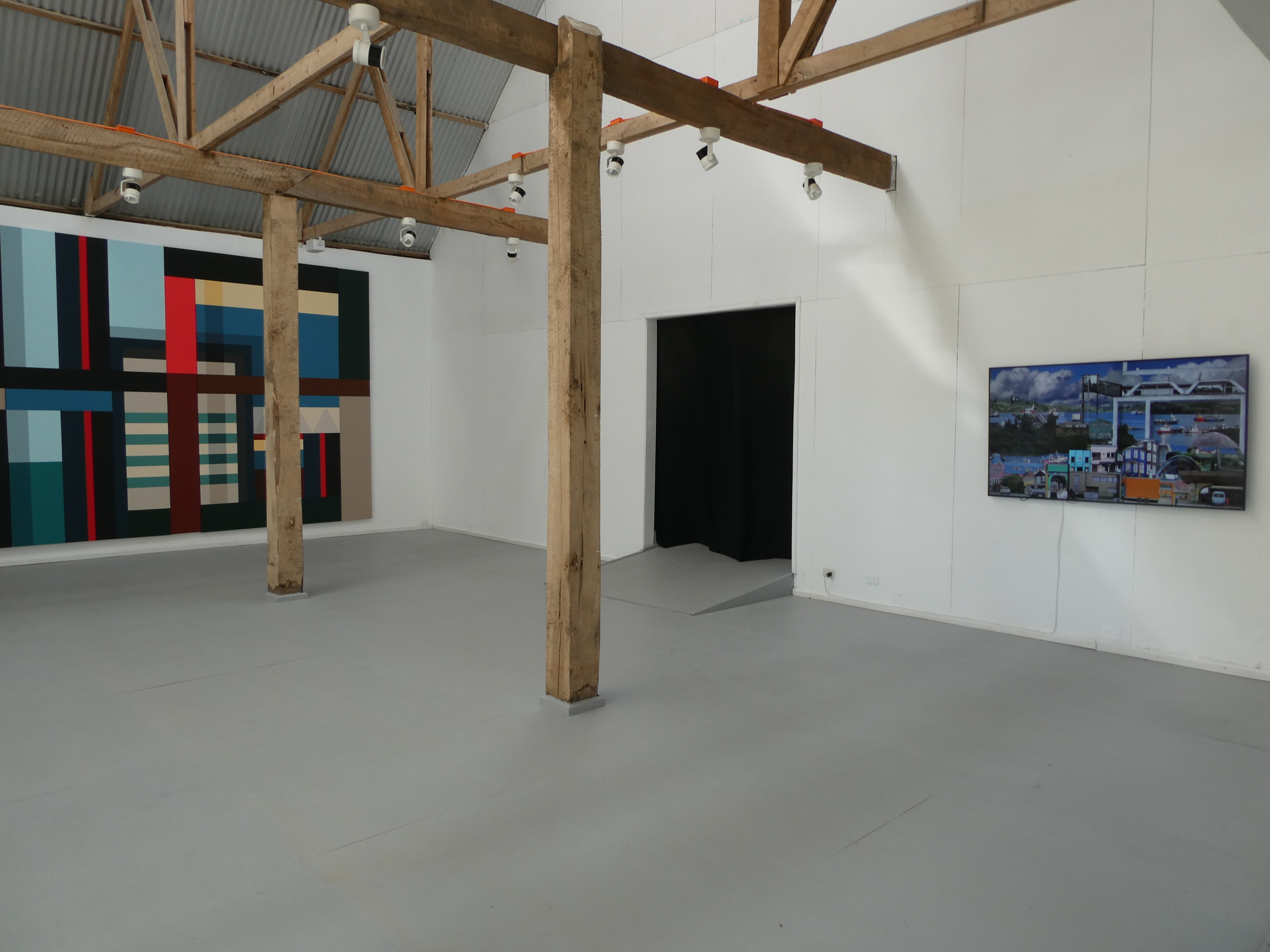
Una sala.

El Museo de Arte Moderno Chiloé o MAM Chiloé es un museo y centro artístico dedicado al arte contemporáneo, ubicado en la ciudad de Castro, en la provincia de Chiloé, al sur de Chile. 

## Historia
Fue creado en 1989, y su edificio, premiado en la X Bienal de Arquitectura de Santiago de Chile, rescata en parte una "Casa-Fogón" de los años 70. Se ubica en terrenos del parque municipal de Castro, cedidos en comodato al MAM por la Municipalidad. No recibe subvención alguna y se mantiene sobre la base de donaciones que dejan los visitantes,las colaboraciones de sus Socios Amigos y los fondos concursables del estado. Su exhibición varía cada año, con muestras temporales en sus distintas salas, en donde se expone a artistas locales, nacionales e internacionales. También cuenta con una colección permanente de arte contemporáneo, compuesta por más de 900 obras de reconocidos artistas chilenos, que se encuentran salvaguardadas en un gran depósito construido recientemente en hormigón armado. Entre sus iniciativas más destacadas se encuentran los Talleres en Residencia, que promueven y estimulan la realización y experimentación artística constante en los mismos terrenos del museo, en forma pública y abierta, y el Taller Escolar en que se llevan a cabo actividades periódicas de mediación con niños, niñas y jóvenes, adultos mayores y otras minorías.[cita requerida]

## Misión
La misión del MAM Chiloé es difundir el arte contemporáneo, desde un escenario digno, en todas sus manifestaciones posibles y libre de criterios ideológicos o religiosos. Además, a través de los Talleres en Residencia que se realizan en instalaciones del museo, se pretende promover y estimular la realización y experimentación artística constante, en forma pública y abierta.[cita requerida]

## Red de museos de Chiloé
El MAM forma parte, junto al Museo Regional de Ancud, el Centro de Visitantes Inmaculada Concepción, el Museo Prehistórico Puente Quilo, el Museo Municipal de Castro, el Museo Viviente de la Artesanía de Quemchi, la Casa Museo Francisco Coloane, el Museo Histórico Don Paulino, el Museo de la Evangelización de Achao, el Museo Arqueológico y Etnográfico de Achao, el Museo Curaco de Vélez, el Museo Etnológico de Dalcahue, el Museo Parque Tantauco, el Museo Refugio de Navegantes de Queilén y el Museo Municipal Amador Cárdenas; de la Red de Museos de Chiloé.